# Wilbersdorf
Wilbersdorf ist ein Ortsteil der Stadt  Neunburg vorm Wald im Landkreis Schwandorf in Bayern.

## Geographie
Wilbersdorf liegt am westlichen Stadtrand von Neunburg vorm Wald an der Staatsstraße 2398, die Neunburg vorm Wald mit Bodenwöhr und Oberviechtach verbindet.

## Geschichte
Der Name Wilbersdorf (auch: Willihalmesdorf, Willeboldesdorf, Wilbaltstorf, Wilbershof, Willbesdorf, Bylberßdorf) leitet sich von „Siedlung im Dorfe des Willihalm oder Willebold“ ab.
Wilbersdorf wurde 1160 erstmals urkundlich erwähnt. Heinrich Vudener aus Fuhrn hatte vom „Bertholdshofer“ und vom „Thansteiner“ je einen Hof in Wilbersdorf erworben. Er verkaufte diese zwei Höfe in Wilbersdorf 1265 an das Kloster Schwarzhofen.
Osan der Schütz verkaufte 1436 den Zehent zu Wilbersdorf an die Kirche in Kulz.
Am 23. März 1913 war Wilbersdorf Teil der Pfarrei Neunburg vorm Wald, bestand aus drei Häusern und zählte 29 Einwohner.
Am 31. Dezember 1990 hatte Wilbersdorf 23 Einwohner und gehörte zur Pfarrei Neunburg vorm Wald.